# McGregor (Iowa)
McGregor é uma cidade localizada no estado americano de Iowa, no Condado de Clayton.

## Demografia
Segundo o censo americano de 2000, a sua população era de 871 habitantes.
Em 2006, foi estimada uma população de 898, um aumento de 27 (3.1%).

## Geografia
De acordo com o United States Census Bureau tem uma área de
3,4 km², dos quais 3,4 km² cobertos por terra e 0,0 km² cobertos por água.

## Localidades na vizinhança
O diagrama seguinte representa as localidades num raio de 20 km ao redor de McGregor.